# 신재영 (1863년)
신재영(申載永, 1863년 음력 1월 4일 ~ 1931년 양력 5월 18일)은 대한제국 말기 의병 재판에 참가한 일제강점기의 관료이다. 본관은 평산이다.

## 생애
1883년 일본에 건너가 해관사무와 정치학을 공부한 유학생이었다. 2년 후 유학을 마치고 귀국한 뒤 부산해관에 외아문 주사 자격으로 파견되어 실무에 투입되었다.
1895년부터는 법부 소속으로 여러 직책에 근무하면서 예비판사 등을 지냈고, 육군법원 등지를 거쳐 1905년에는 내장원경에 올랐다. 1907년 육군유년학교 교장, 군법회의 판사장, 경기도 양주군 군수를 지낸 뒤 이듬해 평양공소원 판사, 1909년 경성공소원 판사에 임명되어 사법부로 돌아 왔다.
한일 병합 조약 체결 후에는 1912년 조선총독부 산하의 함흥군 군수에 임명되었고 한국병합기념장을 받았다. 신재영은 1915년 다이쇼기념대례장, 1920년 훈6등 서보장도 일본 정부로부터 받은 바 있다. 1921년 고원군 군수에 임명된 것을 마지막으로 1923년 퇴관했다.

## 의병 재판
신재영은 한일 병합을 전후해 경성공소원 판사 등의 직책을 지내는 동안 의병장들에게 사형 등 중형을 선고하여 의병 항쟁을 탄압하는 과정에 관여했다. 그가 판사로서 재판에 참여한 의병 사건은 다음과 같이 총 12건이다.
| 선고 날짜        | 의병장 이름          | 주활동 지역              | 국가보훈처의 서훈 내역      | 재판 결과                 |
| ---------------- | -------------------- | ------------------------ | --------------------------- | ------------------------- |
| 1909년 11월 15일 | 조석우,장군선,조덕장 | 충북 영동                | 건국훈장 애국장             | 종신형 (조석우) 등        |
| 1909년 11월 22일 | 김수민               | 경기도 장단              | 건국훈장 국민장             | 교수형 확정               |
| 1909년 12월 2일  | 정용대               | 경기도 적성,양주         | 건국훈장 국민장             | 교수형 확정               |
| 1910년 1월 22일  | 김영준               | 강원도, 황해도, 함경남도 | 건국훈장 애국장             | 교수형 확정               |
| 1910년 1월 27일  | 이교영,심경섭,박내원 | 경상북도                 | 건국훈장 독립장 (이교영) 등 | 교수형 확정 (이교영) 등   |
| 1910년 3월 29일  | 조운식,박치량,이자성 | 충북 보은                | 건국훈장 애국장 (조운식) 등 | 교수형 확정 (조운식) 등   |
| 1910년 4월 5일   | 이정구               | 충북 청주                | 건국훈장 애국장             | 종신 유형 확정            |
| 1910년 4월 5일   | 정중택               | 충북 영춘,단양           | -                           | 유형 10년형 확정          |
| 1910년 4월 19일  | 김춘삼               | 충북 제천, 강원도 원주   | 건국훈장 애국장             | 유형 10년형               |
| 1910년 5월 14일  | 김명심               | 충북 청주                | 건국훈장 애국장             | 징역 15년형               |
| 1910년 8월 29일  | 한봉수               | 충북 청주                | 건국훈장 독립장             | 유죄 인정, 한일 병합 사면 |
| 1910년 8월 29일  | 박득용               | 충북 영춘                | -                           | 유죄 인정, 한일 병합 사면 |

## 사후
2006년 친일반민족행위진상규명위원회에서 공식 발표한 일제강점기 초기의 친일반민족행위 106인 명단에도 포함되어 있다. 2008년 민족문제연구소가 공개한 친일인명사전 수록예정자 명단에도 선정되었다.

## 참고자료
- 친일반민족행위진상규명위원회 (2006년 12월). 〈신재영〉 (PDF). 《2006년도 조사보고서 II - 친일반민족행위결정이유서》. 서울. 440~453쪽쪽. 발간등록번호 11-1560010-0000002-10. [깨진 링크(과거 내용 찾기)]